# Ozon (Serezin)
Der Ozon (französisch: L’Ozon) ist ein Fluss im Zentralmassiv von Frankreich, der in den Départements Isère und Rhône der Region Auvergne-Rhône-Alpes südlich der Stadt Lyon verläuft.

## Geografie

### Verlauf
Der Ozon entspringt im Gemeindegebiet von Heyrieux, entwässert generell in westlicher Richtung und mündet nach rund 22 Kilometern im Gemeindegebiet von Sérézin-du-Rhône als linker Nebenfluss in einen Seitenarm der Rhône, der sich Dérivation de Pierre Bénite nennt. Auf seinem Weg quert der Ozon im Unterlauf die Autobahn A46 und im Mündungsabschnitt die Bahnstrecke Paris–Marseille sowie die  Autobahn A7.

### Durchquerte Gemeinden
(Reihenfolge in Fließrichtung)
- Heyrieux
- Saint-Pierre-de-Chandieu
- Chaponnay
- Marennes
- Simandres
- Saint-Symphorien-d’Ozon
- Sérézin-du-Rhône